# Foro Internacional de Cine de la Cineteca
El Foro Internacional de Cine de la Cineteca es un espacio para exhibir películas con propuestas más radicales y vanguardistas del cine mundial, es organizado por la Cineteca Nacional desde 1980. Los largometrajes se proyectan en la misma Cineteca y en otras sedes de la zona metropolitana. 
Las películas que han participado en cada edición se caracterizan por presentar fórmulas poco convencionales lo que lo convierte en una plataforma de difusión para cintas que muchas veces tienen dificultades para encontrar un lugar de exhibición. Es un foro incluyente ya que intercala cineastas jóvenes y consagrados.
En la edición 39 del Foro se proyectarán 14 filmes de países como Francia, Suiza, Estados Unidos, Japón, Chile, entre otros.

## Ediciones

### 39° FIC
- La caótica vida de Nada Kadic. Marta Hernaiz Pidal | México | 85 min.
- Largo viaje hacia la noche. Bi Gan | China-Francia | 138 min.
- Manta Ray, los espíritus ausentes. Phuttiphong Aroonpheng | Tailandia-Francia-China | 105 min.
- Tarde para morir joven. Dominga Sotomayor | Chile-Brasil-Argentina-Países Bajos-Catar | 110 min.
- Diamantino. Gabriel Abrantes, Daniel Schmidt | Portugal-Francia-Brasil | 96 min.
- Salvaje. Camille Vidal-Naquet | Francia | 100 min.
- Adam. María Sólrún | Alemania- Islandia-Estados Unidos-México | 70 min.
- Limonada. Ioana Uricaru | Rumania | 88 min.
- Lxs chicxs salvajes. Bertrand Mandico | Francia | 110 min.
- La balsa. Marcus Lindeen | Suecia, Dinamarca, Alemania, Estados Unidos | 97 min.
- Aquellos que están bien. Cyril Schäublin | Suiza | 71 min.
- Masacre. Shinya Tsukamoto | Japón | 80 min.
- La Casa Lobo. Joaquín Cociña y Cristóbal León | Chile | 75 min.
- Monrovia, Indiana. Frederick Wiseman | Estados Unidos | 143 min.[5]